# إحنصالن (زاوية أحنصال)
إحنصالن هي إحدى مشيخات المملكة المغربية، تتبع جغرافيا لإقليم أزيلال وإداريًا لزاوية أحنصال. يقدر عدد سكانها بـ 2848 نسمة حسب الإحصاء الرسمي للسكان والسكنى لسنة 2004.